# Social media optimization

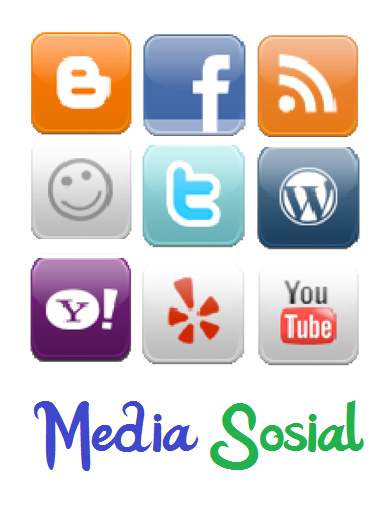
Icônes des principaux canaux de diffusion.

L’optimisation pour les médias sociaux ou référencement social (social media optimization en anglais, ou SMO) est un ensemble de méthodes pour attirer des visiteurs sur des contenus de site web grâce à la promotion de ceux-ci via les médias sociaux. Le SMO regroupe les actions visant à favoriser la diffusion de contenu par l’action manuelle des internautes. Il constitue en cela un complément au référencement naturel (en anglais search engine optimization : SEO) qui se focalise sur l’amélioration de l’indexation automatique par les robots des moteurs de recherche.

## Techniques d'optimisation
Deux types d’optimisation pour les médias sociaux sont distingués :
1. Actions sur le site Web : consiste à ajouter des fonctionnalités sociales au contenu lui-même, notamment : les fils RSS, les boutons de partage (social bookmarking) et de publication vers des sites d’information communautaires (Digg par exemple), des outils de vote et de partage d’avis d'utilisateur, et des outils d’intégration de contenus communautaires tels que des images et des vidéos. La mise à disposition de code source afin d’intégrer les contenus sur des sites tiers (balise embed dans YouTube par exemple) en fait partie aussi.
2. Actions à l’extérieur du site Web : consiste à promouvoir et diffuser les contenus d’un site via les médias sociaux, notamment : sur un blogs, en publiant des commentaires sur d'autres blogs, en participant à des groupes de discussion, en publiant des actualités sur ses profils dans les réseaux sociaux

Le SMO est lié au marketing sur les moteurs de recherche (SEM pour search engine marketing). Sa différence principale est qu’il met l'accent sur la génération de trafic à partir de sources autres que les moteurs de recherche. Toutefois, à terme, un bon SMO aura également un effet bénéfique sur le positionnement d’un site dans les résultats de recherche.
À bien des égards, le SMO s’apparente aux techniques de marketing viral. Ici, le bouche à oreille est créé non pas par des amis ou la famille, mais grâce à des techniques de réseautage sur des sites de bookmarking social, de partage de vidéos ou de photos. La démarche est analogue auprès des blogs en utilisant le RSS pour partager du contenu avec la blogosphère et les moteurs de recherche spécialisés dans les blogs.
Le SMO est un élément clef de la maitrise de l’e-réputation pour les organisations ou les particuliers qui se soucient de leur présence en ligne.

## Stratégies d'optimisation

### Stratégie de blogage
La stratégie la plus classique consiste à centraliser le rôle du blog dans l'alimentation des réseaux sociaux : celui-ci publie les contenus, et les réseaux sociaux se font les relais de cette information. Ce relais se fait de façon automatique, en utilisant des services RSS type Twitterfeed. Avec l'utilisation d'outils de social media management tels que TweetDeck, les discussions qui émergent autour des contenus diffusés sur les différents réseaux sociaux sont centralisées. L'animation de ces communautés est recommandée pour stimuler l'engagement autour des liens diffusés. Le rôle central du blog va également permettre d'optimiser son référencement naturel dans les moteurs de recherche.

## Origines
Selon l’expert en moteur de recherche Danny Sullivan, le terme « social media optimization" a d'abord été utilisé et décrit par Rohit Bhargava. En 2006, Bhargava a publié sur son blog cinq règles pour mener à bien l'optimisation pour les médias sociaux. Les cinq règles d’origine ont été largement commentées et actualisées par la blogosphère et sont aujourd’hui au nombre de 17 :
Les cinq règles d’origine de Rohit Bhargava :
- 1. Travaillez votre capital liens
- 2. Rendez convivial l’ajout de tags ou de signets[3]
- 3. Récompensez les liens entrants
- 4. Favorisez la diffusion de votre contenu
- 5. Encouragez les applications composites

Les règles ajoutées par la blogosphère (et traduit en français par Jean-Marie Le Ray) :
- 6. Soyez une ressource pour les internautes, ne cherchez aucun retour immédiat
- 7. Récompensez les internautes serviables et de qualité
- 8. Participez
- 9. Sachez cibler votre audience
- 10. Soyez créateur de contenu
- 11. Soyez vous-même
- 12. N'oubliez pas vos racines, restez humble
- 13. N'ayez pas peur d'expérimenter des choses nouvelles, gardez votre fraîcheur
- 14. Développez une stratégie d'optimisation pour les médias sociaux
- 15. Choisissez soigneusement vos tactiques d'optimisation
- 16. Intégrez l'optimisation pour les médias sociaux à votre processus de création et vos meilleures pratiques

Dernière règle proposée par Bhargava avant de confier la thématique à la communauté des blogueurs :
- 17. N’ayez pas peur d’énoncer un message ou une idée que les autres reprendront à leur compte.

## Avantage
En plus de la propagation simplifiée de contenus, le SMO propose deux opportunités majeures :
- Il facilite l’intégration d’une marque dans des réseaux sociaux existants, la rendant ainsi visible sur un carrefour d’audience de plus en plus ciblé. Il propose par la même occasion la possibilité à ses utilisateurs de diffuser facilement leur avis sur la marque.
- Le fait d’être ouvert aux médias sociaux et à la philosophie du Web 2.0 est en général perçu comme un signe d’ouverture et de modernisme.

## Risques
Un client non-satisfait pourra propager son avis avec la même facilité qu’un client satisfait. Ceci peut entraîner des résultats difficilement prévisibles. De plus, en facilitant la diffusion de ses propres contenus, il devient facile pour les personnes mal-intentionnées de les détourner ou de les diffuser en se les appropriant sans en mentionner l’auteur. C’est pourquoi les conditions de diffusion doivent être clairement précisées (Creative Commons par exemple) et un contrôle peut être nécessaire.